# 鳴海風
鳴海 風（なるみ ふう、1953年〈昭和28年〉10月15日 - ）は、日本の小説家。鳴海風は筆名で、本名は原嶋茂。新潟県生まれ、愛知県知多郡在住（2023年時点）。
和算を題材にした歴史小説を得意とする。デンソーに勤める技術者でもあった。財団法人新鷹会理事。日本推理作家協会会員。愛知工業大学大学院非常勤講師。
代表作は『円周率を計算した男』および『算聖伝』。

## 来歴・人物
新潟県加茂市生まれ。秋田県立秋田高等学校、東北大学工学部卒業。東北大学大学院工学研究科機械工学専攻修士課程修了。学生時代より小説家を志す。1980年、日本電装（現デンソー）入社。生産技術者として、多くの次期型製品や新規製品のコンカレント開発、そして生産システムの開発・立ち上げに従事。博士（経営情報科学) 、MBA、CPE-ME保有。
1987年より新鷹会の勉強会に参加し、作家としてのキャリアを積む。平山諦著『和算の歴史』に出会ったことがきっかけで、和算を題材とした作品を手掛けるようになり、1992年に、和算家建部賢弘が主人公の短編『円周率を計算した男』で歴史文学賞を受賞。2010年、愛知工業大学大学院経営情報科学研究科で博士（経営情報科学）の学位を取得。2013年、名古屋商科大学大学院（ビジネススクール）マネジメント研究科でMBA取得。2013年、デンソーを定年退社。

## 受賞歴
- 1990年、『五厘の魂』等で第20回池内祥三文学奨励賞（新鷹会の新人賞）受賞
- 1992年、『円周率を計算した男』で第16回歴史文学賞受賞
- 2006年、第2回日本数学会出版賞受賞[7]

## 作品リスト
- 『円周率を計算した男』新人物往来社、1998年 のち文庫
- 『算聖伝』新人物往来社、2000年
- 『和算忠臣蔵』小学館、2001年
- 『怒涛逆巻くも　日本近代化を導いた小野友五郎と小栗忠順』新人物往来社、2003年　のち文庫
- 『ラランデの星』新人物往来社、2006年
- 『美しき魔方陣　久留島義太見参!』小学館文庫、2007年
- 『和算小説のたのしみ』岩波科学ライブラリー、2008年
- 『星空に魅せられた男間重富』高山ケンタ画　くもん出版　2011
- 『江戸の天才数学者　世界を驚かせた和算家たち』新潮選書、2012
- 『星に惹かれた男たち 江戸の天文学者 間重富と伊能忠敬』日本評論社、2014
- 『トコトンやさしいコンカレント・エンジニアリングの本』原嶋茂名義 日刊工業新聞社 2015

共著
- 江戸次郎、高橋和島、松岡弘一、柏田道夫、鳴海風、喜安幸夫「大江戸まんじゅう合戦」『遠き雷鳴』桃園書房〈桃園文庫：ア02-02 / 特選時代小説アンソロジー 2〉、2001年5月15日、257-280頁。「初出:『問題小説』1995年6月号。」